# Bert Karlsson

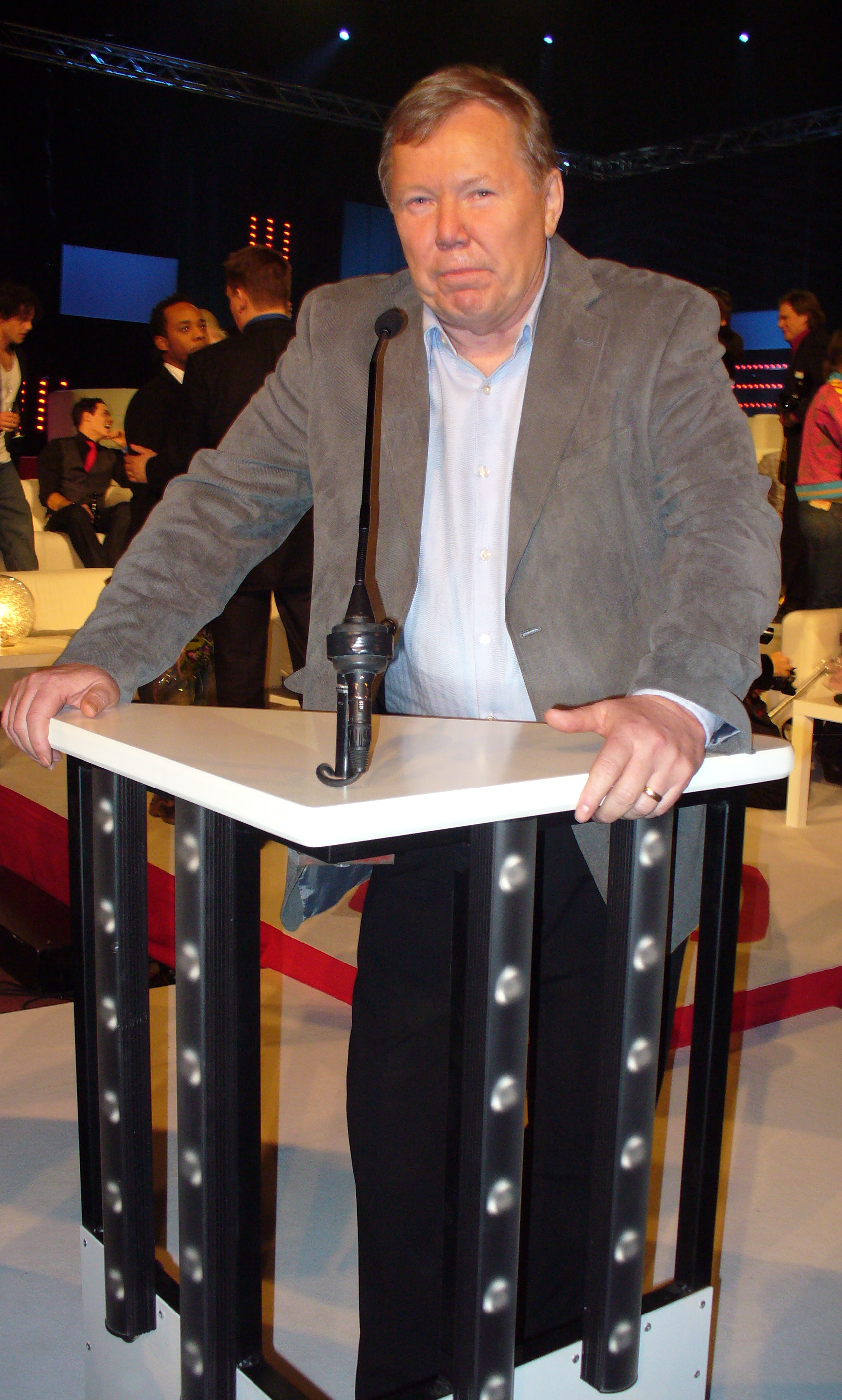
Bert Karlsson beim Aftonbladets TV-pris 2007.

Bert Willis Karlsson (* 21. Juni 1945 in Tidan) ist ein schwedischer Politiker, Unternehmer, Plattenproduzent und Moderator. Bert Karlsson gründete mit Ian Wachtmeister 1991 die Partei Ny Demokrati. Zwischen 1991 und 1994 war er Abgeordneter des schwedischen Reichstags.

## Leben
Schon seit Jugendzeiten geschäftlich aktiv, gründete er zunächst die Plattenfirma Mariann. 1984 eröffnete er den Freizeitpark Skara Sommarland, dessen Leitung er 1994 nach einem drohenden Konkurs abgeben musste. Karlsson plante einen weiteren Park, Fame World, der 2005 eröffnet wurde. Aufgrund wirtschaftlicher Probleme schloss dieser neun Monate darauf.
Bert Karlsson arbeitet durch sein Musiklabel Mariann Grammofon AB seit den 1980er Jahren mit vielen der bekannten schwedischen Künstler, darunter auch Eddie Meduza, Linda Bengtzing, Eurovision-Siegerin Charlotte Perrelli und die Vikingrock-Band Ultima Thule.
Die mit ihm gegründete Partei Ny demokrati verzeichnete durch vornehmlich populistische gewählte Slogans großes mediales Aufsehen. Im September erhielt die Ny demokrati 6,7 Prozent bei den Wahlen zum Reichstag. Bert Karlsson wurde ohne weitere politische Erfahrungen in den Reichstag gewählt.
Politisch tritt Karlsson heute nur noch selten auf. Nachdem die Partei Ny demokrati bei den Wahlen 1994 nach internen Streitigkeiten den Großteil ihrer Wähler verloren hatte, ging er zu den Tätigkeiten als Unternehmer und Produzent zurück. Bert Karlsson formierte aus der Reality-Sendung Fame Factory das Duo Fame, das beim Melodifestivalen 2003 gewann und beim Eurovision Song Contest 2003 den fünften Platz erreichte.
Während eines Fernsehinterviews im März 2005 unterzeichnete Bert Karlsson einen Antrag auf Mitgliedschaft in der Partei Folkpartiet liberalerna. Als die Partei diesen Schritt als mediale Schau kritisierte, zog er den Antrag zurück.
Im Herbst 2006 leitete Karlsson eine Talkshow mit dem Namen Bert bei dem schwedischen Sender TV 8. Zuvor hatte er in Sendungen Du är vad du äter und Ett herrans liv mitgewirkt. Ebenfalls war Karlsson einer der Richter in der TV 4-Show Talang 2007, der schwedischen Variante von America’s Got Talent. Anfang 2007 gab Bert Karlsson bekannt, er wolle einen Buchverlag mit dem Namen Heja Sverige gründen. Er selbst veröffentlichte dort unter anderem das selbst verfasste Buch "Berts fräckisar".
Neben dem Einstieg in Onlinehandel und Online-Poker ist der Unternehmer weiter als Fernsehmoderator aktiv.